# Kamada Daicsi
Kamada Daicsi (鎌田 大地) (Ehime prefektúra, 1996. augusztus 5. –) japán válogatott labdarúgó, a Crystal Palace játékosa.

## Klub
A labdarúgást a Sagan Tosu csapatában kezdte. 65 bajnoki mérkőzésen lépett pályára és 13 gólt szerzett. 2017-ben az Eintracht Frankfurt csapatához szerződött, amellyel Európa-ligát nyert 2022-ben. 2018 és 2019 között a K Sint-Truidense VV csapatában játszott.

## Nemzeti válogatott
2019-ben debütált a japán válogatottban. A japán válogatottban 13 mérkőzést játszott.

## Statisztika
| Japán válogatott | Japán válogatott | Japán válogatott |
| Időszak          | Mérk.            | gól              |
| ---------------- | ---------------- | ---------------- |
| 2019             | 4                | 1                |
| 2020             | 4                | 0                |
| 2021             | 5                | 3                |
| Összesen         | 13               | 4                |

## Sikerei, díjai
- Eintracht Frankfurt
  - Német kupa: 2017–18
  - Európa-liga: 2021–22